# جان الثاني، كونت نيفير
جان الثاني، كونت نيفير (كان معروف بـ جان دي كلاميسي، قبل حصوله على اللقب؛ 1415-1491) هو نبيل فرنسي.
هو أبن الثاني لـ فيليب الثاني، كونت نيفير وزوجته الثانية بون من أرتوا أبنة فيليب من أرتوا، كونت أو، ومع وفاة شقيقه الأكبر شارل الأول، كونت نيفير دون ورثة شرعيين في 1464، أصبح الكونت التالي، وفي 1472 مع وفاة خاله شارل دي أرتوا أصبح كونت أو التالي.
جان قاتل بجانب أبن عمه وزوج والدته المتوفية فيليب الثالث الطيب، دوق بورغندي في بيكاردي (1434) وأثناء حصار كاليه وفي لوكسمبورغ (1443) وفلاندرز (1453)، ولكنه اختلف مع خليفته شارل الجريء، ودخل في صف لويس الحادي عشر ملك فرنسا، بحيث قاتل بجانبه في الحرب الرخاء العام ضد شارل الجريء، وأصبح ملازم العام في نورماندي.

## الزواج والأبناء
- تزوج جان لأول مرة في 24 نوفمبر 1435 من جاكلين دي أيلي (توفيت.1470)؛ أنجبت له أبنين:-
  - إليزابيث (1439 - 21 يونيو 1483)؛ تزوجت من يوهان الأول، دوق كليفز.
  - فيليب (1452-1446).
- تزوج مرة أُخرى من بولين دي بروس (1479-1450)؛ أنجبت أبنة واحدة:-
  - شارلوت، كونتيسة ريثل (1472 - 23 أغسطس 1500)؛ تزوجت من جان دي ألبرت حفيد شارل الثاني دي ألبرت.
- تزوج لمرة الثالثة من فرانسواز دي ألبرت؛ لم تنجب له أبناء.